# Camp Wood
Camp Wood ist eine Stadt im Real County im US-Bundesstaat Texas in den Vereinigten Staaten. Das U.S. Census Bureau hat bei der Volkszählung 2020 eine Einwohnerzahl von 517 ermittelt.

## Geographie
Die Stadt liegt am Nueces River, südwestlich des geographischen Zentrums von Texas, etwa 170 km westlich von San Antonio an der Kreuzung der Texas State Route 55 mit der Farm Road 337 und hat eine Gesamtfläche von 1,3 km2 ohne nennenswerte Wasserfläche.

## Geschichte
Die Ansiedlung wurde 1920 durch Arbeiter der Uvalde Cedar Company gegründet. Benannt wurde sie nach dem ehemals (von 1857 bis 1861) in der Nähe gelegenen Außenposten des US-Militärs Camp Wood. 1920 wurde der Ort nördlichster Haltepunkt der Uvalde and Northern Railroad. Das erste Postbüro wurde 1921 in Betrieb genommen und 1936 wurde Camp Wood als Stadt aufgenommen.
Schlagzeilen machte der Ort im April 1924, als Charles Lindbergh, drei Jahre vor seiner Atlantiküberquerung, hier eine unplanmäßige Zwischenlandung durchführen musste.

## Demographische Daten
Nach der Volkszählung im Jahr 2000 lebten hier 822 Menschen in 281 Haushalten und 198 Familien. Die Bevölkerungsdichte betrug 634,8 Einwohner pro km2. Ethnisch betrachtet setzte sich die Bevölkerung zusammen aus 90,27 % weißer Bevölkerung, 0,12 % Afroamerikanern, 0,97 % amerikanischen Ureinwohnern, 0,36 % Asiaten, 0,00 % Bewohnern aus dem pazifischen Inselraum und 6,69 % aus anderen ethnischen Gruppen. Etwa 1,58 % waren gemischter Abstammung und 39,66 % der Bevölkerung waren spanischer oder lateinamerikanischer Abstammung.
Von den 281 Haushalten hatten 34,5 % Kinder unter 18 Jahre, die im Haushalt lebten. 51,6 % davon waren verheiratete, zusammenlebende Paare. 13,5 % waren allein erziehende Mütter und 29,2 % waren keine Familien. 27,0 % aller Haushalte waren Singlehaushalte und in 13,5 % lebten Menschen, die 65 Jahre oder älter waren. Die Durchschnittshaushaltsgröße betrug 2,67 und die durchschnittliche Größe einer Familie belief sich auf 3,19 Personen.
28,2 % der Bevölkerung waren unter 18 Jahre alt, 5,2 % von 18 bis 24, 22,7 % von 25 bis 44, 24,1 % von 45 bis 64, und 19,7 % die 65 Jahre oder älter waren. Das Durchschnittsalter war 40 Jahre. Auf 100 weibliche Personen aller Altersgruppen kamen 103,0 männliche Personen. Auf 100 Frauen im Alter von 18 Jahren und darüber kamen 95,4 Männer.
Das jährliche Durchschnittseinkommen eines Haushalts betrug 19.792 USD, das Durchschnittseinkommen einer Familie 21.648 USD. Männer hatten ein Durchschnittseinkommen von 17.500 USD gegenüber den Frauen mit 13.182 USD. Das Prokopfeinkommen betrug 11.170 USD. 33,6 % der Bevölkerung und 32,2 % der Familien lebten unterhalb der Armutsgrenze. Davon waren 40,0 % Kinder und Jugendliche unter 18 Jahren und 36,6 % waren 65 oder älter.